# Neue Wafd-Partei
Die Neue Wafd-Partei (arabisch حزب الوفد الجديد Hizb al-Wafd al-Dschadid, DMG Ḥizb al-Wafd al-Ǧadīd ‚Neue Delegationspartei‘, Kürzel HWJ) ist eine nationalliberale und Mitte-rechts ausgerichtete Partei in Ägypten. Ihr Motto lautet „Rechte über der Kraft, das Volk über der Regierung“.
Der Vorsitzende der Neuen Wafd war as-Sayyid al-Badawi, nachdem er die internen Wahlen am 28. Mai 2010 gegen Mahmoud Abaza gewann, welcher seinerseits im Jahre 2006 Parteivorsitzender als Nachfolger von Numan Gumaa wurde. Monir Fakhri Abdel Nour war langjähriger Generalsekretär. Die Partei veröffentlicht heute die Zeitung al-Wafd.

## Geschichte
Die Neue Wafd ist die Nachfolgepartei der 1919 gegründeten Wafd-Partei, einer der ältesten und historisch aktivsten politischen Parteien in Ägypten, welche nach der Revolution von 1952 zerschlagen wurde. Sie wurde im Jahre 1977 unter der Präsidentschaft des Friedensnobelpreisträgers Anwar as-Sadat wiedergegründet und erhielt 1983 ihren aktuellen Namen. Die Neue Wafd folgt nahezu exakt derselben Parteilinie wie die ehemals aristokratische Wafd-Partei während Ägyptens Liberalem Experiment in den 1920er Jahren.
Bei den Parlaments- und Präsidentschaftswahlen im November und Dezember 2005 gewann die Partei nur noch 6 von insgesamt 454 Sitzen in der Volksversammlung, und sein Präsidentschaftskandidat Numan Gumaa erhielt nur 2,9 % der abgegebenen Gesamtstimmen für den Präsidenten.
Nach der Revolution in Ägypten 2011 trat die Partei vorübergehend dem Wahlblock Demokratische Allianz für Ägypten bei, welche allerdings von der islamistischen Muslimbruderschaft und ihrer politischen Freiheits- und Gerechtigkeitspartei dominiert wird. Im Zuge dessen forderte der Parteichef al-Badawi am 28. Januar 2011 eine Übergangsregierung für Ägypten und sprach sich für Neuwahlen und eine Verfassungsänderung aus.

## Politische Ziele
Die Neue Wafd-Partei ordnet sich selbst als ideologische Mitte zwischen den historischen Haupttraditionen des arabischen Sozialismus und des privaten Kapitalismus ein. Sie kritisierte die Förderung von privaten Auslandsinvestitionen durch die Regierung und rechtfertigt eine ausgeglichenere Herangehensweise bei den Beziehungen zwischen den privaten und den öffentlichen Sektoren.
Die Partei drängt offiziell zu politischen, wirtschaftlichen und sozialen Reformen, zur Förderung der Demokratie, zur Wahrung der grundlegenden Freiheiten und Menschenrechte und zur Erhaltung der nationalen Einheit. Sie ruft auch für die Abschaffung der Notstandsgesetzgebung, zur Lösung der Arbeitslosigkeits- und Wohnungsbauprobleme, zum Ausbau der Gesundheitsversorgung und zur Entwicklung des Bildungssystems auf.

## Verhältnis zum Islamismus
Bereits im Jahre 1984 bildete die Neue-Wafd-Partei vor der Parlamentswahl eine Allianz mit der islamistischen Muslimbruderschaft. Die Ergebnisse waren aber enttäuschend, da sie nur 15 % der Wählerstimmen erhielt.
Am 13. Juni 2011 kündigte die Partei eine neue Allianz (die Demokratische Allianz für Ägypten) mit der Freiheits- und Gerechtigkeitspartei, dem politischen Arm der Muslimbruderschaft an, um eine Teilliste von Kandidaten für die Parlamentswahl 2011/2012 vorzustellen. Exekutivmitglieder der Neuen Wafd kritisierten die Kooperation der säkularen Partei mit den radikalen Islamisten. Die Wafd trat noch vor der Bereitstellung der Parteilisten wieder aus der Demokratischen Allianz aus.
Im Wahlkampf 2011 bedienten manche Vertreter der Neuen Wafd-Partei auch von Islamisten verbreitete Klischees und Verschwörungstheorien. So verwarf in einem Interview der The Washington Times vom Juli 2011 der Vize-Vorsitzende der Neuen Wafd-Partei, Ahmed Ezz el-Arab, den Holocaust als eine „Lüge“, und das Tagebuch von Anne Frank als eine „Fälschung“. Weiterhin behauptete er, dass die Anschläge vom 11. September in Wirklichkeit vom Mossad, der CIA und dem „militärisch-industriellen Komplex“ Amerikas begangen wurden, sowie dass Osama bin Laden ein „amerikanischer Agent“ sei.

## Parteiführung
- Numan Gumaa, ehemaliger Parteivorsitzender und Präsidentschaftskandidat 2005
- Monir Fakhri Abdel Nour, lange Zeit dienendes koptisches Parlamentsmitglied, Politiker und derzeitiger Vize-Parteivorsitzender

Parteivorsitzende
- Fuad Seraggeddin Pascha 1983 bis 2000
- Numan Gumaa 2000 bis 2008 (2010)
- as-Sayyid al-Badawi 2010 bis 2018
- Bahaa El-Din Abu Shoka, seit 2018[13]